# Fang-Axt
Die Fang-Axt ist eine Streitaxt des westafrikanischen Volkes der Pangwe, die zur Sprachfamilie der Fang gehören und auf den heutigen Gebieten von Äquatorialguinea, Gabun und Kamerun leben. Die Eigenbezeichnung der Pangwe für die Axt ist ovunebokui, das heißt „Axt der Pygmäen“.

## Beschreibung
Die ovunebokui hat eine beilartige, einschneidige Klinge, keilförmig mit konvexer Schneide und eingeschwungenen Kanten. Die Klinge ist aus Stahl, die Form zeigt die Herkunft von früheren Steinäxten.
Die Klinge ist mit einer Angel im oberen abgeplatteten Schaft des im unteren Bereich drehrunden Stiels. Der Schaft besteht aus Holz und ist leicht gebogen.
Diese Axt wird von der Ethnie der Pangwe benutzt. Zum Tragen wird eine Hauerscheide mit Riemen verwendet. Günther Tessmann gibt in seinem Bericht über die Pangw-Expedition 1913 an, sie fände „sich nur bei den Fang, besonders bei den südlichen und auch bei ihnen nur in wenigen Stücken“. Zur Herkunft des Namens „Axt der Pygmäen“ macht er keine weiteren Angaben. Die mit den Pangwe lebenden Pygmäenstämme wie die Baka kennen keinerlei Streitäxte. Heutige Museumsobjekte dieser Axt zeigen auch zusätzliche Schmuckelemente wie mit Messingdraht umwickelte Griffe und können auch die Funktion eines Zierbeils und Statuszeichen erhalten haben.